# Forcipulatida
De Forcipulatida vormen een orde van de zeesterren (Asteroidea) in de superorde Forcipulatacea.

## Families
- Asteriidae  Gray, 1840
- Heliasteridae  Viguier, 1878
- Pedicellasteridae Perrier, 1884
- Pycnopodiidae Fisher, 1928
- Stichasteridae Gray, 1840
- Zoroasteridae  Sladen, 1889